# Biskup diecezjalny
Biskup diecezjalny – biskup, któremu powierzono aktualnie istniejącą diecezję. Potocznie wobec biskupa diecezjalnego używa się również określenia biskup ordynariusz. 

## Biskup diecezjalny w Kościele katolickim
W Kościele katolickim biskup diecezjalny jest to duchowny katolicki, który sprawuje wszelką władzę zwyczajną, własną i bezpośrednią w powierzonej mu diecezji, z wyjątkiem spraw zastrzeżonych Stolicy Apostolskiej oraz podlegających innej władzy kościelnej. Posiadana władza ma swoje źródło w przyjętym sakramencie święceń w stopniu episkopatu (święcenia biskupie), a prawo do jej wykonywania nadaje papież.
Termin ten został wprowadzony przez Kodeks prawa kanonicznego z 1983 roku, gdyż poprzedni kodeks kodeks z 1917  używał terminu biskup rezydencjalny.  
Potocznie używa się wobec biskupa diecezjalnego terminu biskup ordynariusz, chociaż termin ordynariusz jest pojęciem szerszym i obejmuje m.in. wikariuszy generalnych oraz wikariuszy biskupich, którzy najczęściej są biskupami pomocniczymi w danej diecezji.
Biskup diecezjalny reprezentuje swoją diecezję w załatwianiu wszystkich spraw, które mają prawny charakter, jak również podczas Synodu Biskupów czy też Konferencji Episkopatu. Do jego obowiązków należy wizytowanie całej diecezji, raz na pięć lat raportowanie Stolicy Apostolskiej o jej stanie (tzw. wizyta Ad Limina Apostolorum), wyświęcanie kapłanów.
Kodeks prawa kanonicznego tak określa niektóre obowiązki biskupa diecezjalnego względem wiernych swojej diecezji:
Wypełniając swoją pasterską posługę, biskup diecezjalny winien się troszczyć o wszystkich wiernych powierzonych jego pieczy, bez względu na ich wiek, pozycję czy narodowość, zarówno o stałych mieszkańców, jak i o tych, którzy czasowo przebywają na jego terytorium, okazując apostolską troskę także wobec tych, którzy z racji warunków swego życia nie mogą wystarczająco korzystać ze zwyczajnej formy pasterzowania oraz wobec niepraktykujących.(kan. 383 § 1 KPK)
Jeśli ma w swojej diecezji wiernych odmiennego obrządku, niech się stara zaradzić ich duchowym potrzebom(...)(kan. 383 § 2 KPK)
Do braci nie będących w pełnej wspólnocie z Kościołem katolickim niech odnosi się życzliwie i z miłością, popierając ekumenizm zgodny z myślą Kościoła. (kan 383 §§ 2 i 3)
Biskup diecezjalny powinien dbać o przestrzeganie wszystkich przepisów kościelnych, by do dyscypliny kościelnej nie wkradły się nadużycia, zwłaszcza w zakresie posługi słowa, sprawowania sakramentów i sakramentaliów, kultu Boga i świętych, jak również zarządzania dobrami. (kan. 392, § 2 KPK)
Pomocą w zarządzaniu diecezją mogą służyć biskupowi diecezjalnemu biskupi pomocniczy.
Czas, kiedy wakuje urząd biskupa diecezjalnego, określa się mianem sediswakancji, chociaż ten łaciński zwrot bardziej kojarzy się z okresem od śmierci papieża do wyboru jego następcy.

## Biskup diecezjalny w innych kościołach
Urząd biskupa diecezjalnego istnieje także w innych kościołach o ustroju episkopalnym: w kościołach prawosławnych, anglikańskich i w niektórych kościołach luterańskich (także w Kościele Ewangelicko-Augsburskim w RP).